# La Missió
|  | Per a altres significats, vegeu «Missió». |

La Missió és un barri de la ciutat de Palma, situat administrativament en el Districte Centre. Està delimitat per la Rambla, la Plaça Major, el carrer de Sant Miquel i el carrer dels Oms.